# Clément Novalak
Clément Novalak (pronunciación en francés: /kle.mɑ̃ nɔ.va.lak/; Aviñón, Vaucluse, Francia; 23 de diciembre de 2000) es un piloto de automovilismo franco-suizo. Fue campeón de la BRDC Fórmula 3 en 2019, tercero del Campeonato de Fórmula 3 de la FIA en 2021, y obtuvo una victoria en la ronda de Zandvoort del Campeonato de Fórmula 2 de la FIA en 2023. Desde 2024 compite en carreras de resistencia.

## Carrera deportiva

### Inicios
Novalak comenzó a practicar kart en Francia cuando tenía 10 años. Ganó un par de campeonatos, el primero de los cuales fue en 2015 en la WSK Super Master Series. Compitió en toda Europa, incluyendo Francia, Suecia, Italia y el Reino Unido. En 2014, Novalak recibió el respaldo del excampeón de karting y fundador de Hitech Grand Prix Oliver Oakes.
En 2018, Novalak hizo su debut monoplaza en Toyota Racing Series con Giles Motorsport. Reclamando dos victorias en Teretonga y Hampton Downs lo vio terminar la quinta temporada y ser el mejor novato.
Después de su desempeño en la TRS, Novalak firmó con Josef Kaufmann Racing para la temporada 2018 de Eurocopa de Fórmula Renault.

### Campeonato Británico de Fórmula 3
La primera temporada de Novalak en la F3 Británica fue en 2018 con Carlin. La primera carrera de la temporada se llevó la pole en Oulton Park, sin embargo, se retiraría de la carrera. Novalak compitió en 4 de las 8 rondas en esa temporada con el mejor resultado siendo 4.º, terminó la temporada en 18 con 120 puntos, solo dos puntos por detrás del sueco Arvin Esmaeili que tuvo un manejo de tiempo completo.
En 2019, Novalak manejó a tiempo completo con Carlin. Obtuvo dos poles y dos victorias, en la segunda carrera de la ronda final de la temporada, él mismo y el rival del campeonato Johnathan Hoggard chocaron, lo que significa que ambos terminaron en el extremo inferior de los puntos. Hoggard terminó 15.º, mientras que Novalak terminó 12.º, lo que le dio 4 puntos, suficiente para ganar el título a pesar de que Hoggard ganó la carrera final.

### Campeonato de Fórmula 3 de la FIA
Después de su victoria en el título de F3 Británica, Novalak se unió a Carlin para el segundo y tercer día de la prueba de postemporada en Valencia. En febrero de 2020, Novalak fue nombrada como parte de la alineación de Carlin para la temporada 2020, que lo incluye a él, Cameron Das y Enaam Ahmed.
En 2021, compitiendo para Trident, finalizó tercero en el campeonato, detrás de Dennis Hauger y Jack Doohan.

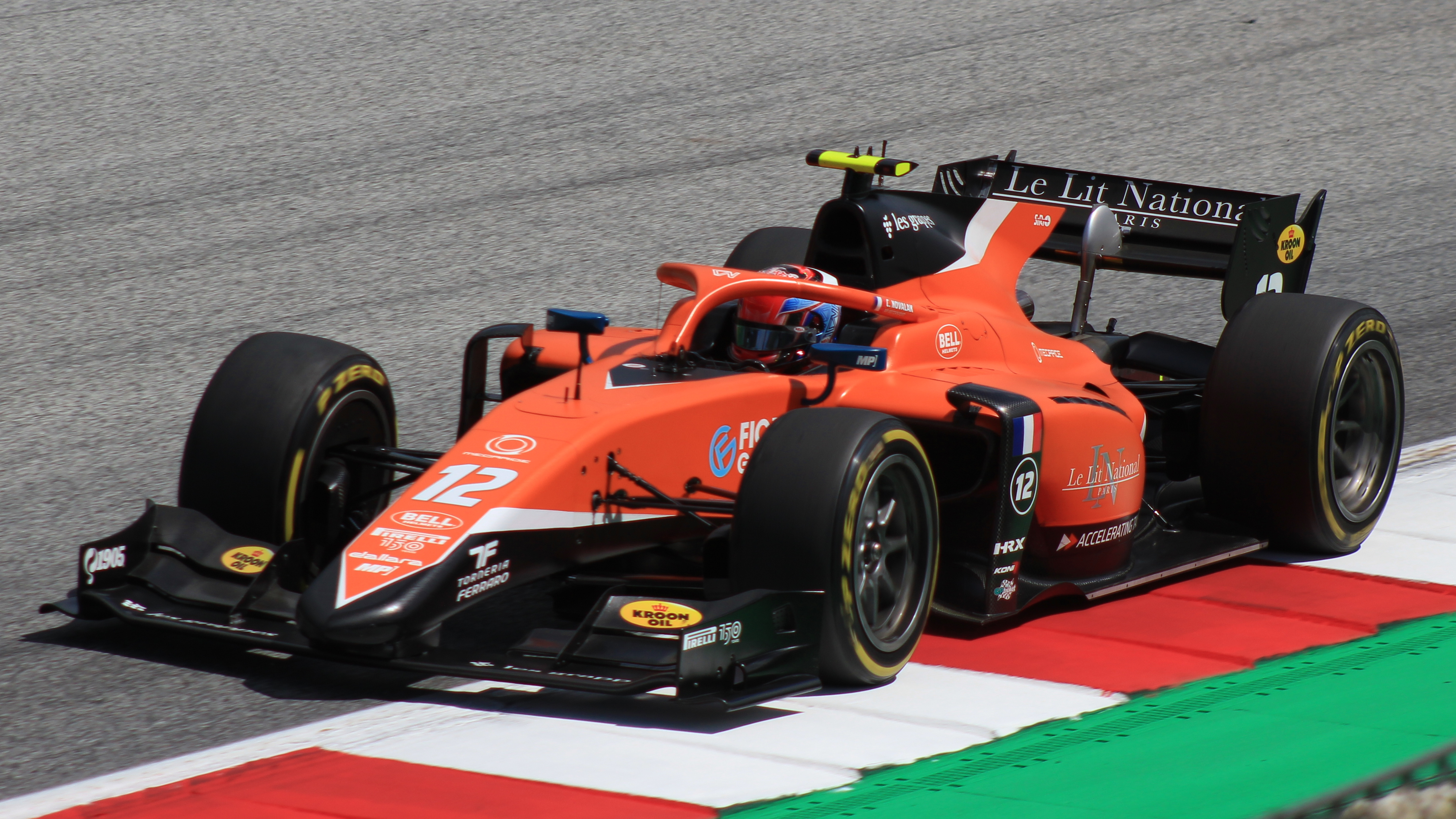
Novalak en Red Bull Ring, 2022.

Desde finales de 2021 hasta 2023 disputó el Campeonato de Fórmula 2 de la FIA, primero con MP Motorsport y luego con Trident, obteniendo su única victoria en la ronda de Zandvoort de 2023.

### Resistencia
En 2024, debutó en carreras de resistencia al ser contratado por Inter Europol Competition para competir en European Le Mans Series, en la clase LMP2. Además, compitió en las 24 Horas de Le Mans, donde finalizó segundo en su clase.

## Resumen de carrera
| Temporada | Categoría                                   | Equipo                    | Carreras     | Victorias    | Poles        | VR           | Podios       | Puntos       | Pos.         |
| --------- | ------------------------------------------- | ------------------------- | ------------ | ------------ | ------------ | ------------ | ------------ | ------------ | ------------ |
| 2018      | Toyota Racing Series                        | Giles Motorsport          | 15           | 2            | 1            | 3            | 4            | 711          | 5.º          |
| 2018      | Eurocopa de Fórmula Renault                 | Josef Kaufmann Racing     | 17           | 0            | 0            | 0            | 0            | 0            | 23.º         |
| 2018      | Copa de Europa del Norte de Fórmula Renault | Josef Kaufmann Racing     | 6            | 0            | 0            | 0            | 0            | 0            | NC†          |
| 2018      | BRDC Fórmula 3                              | Carlin                    | 11           | 0            | 1            | 0            | 0            | 120          | 18.º         |
| 2019      | BRDC Fórmula 3                              | Carlin                    | 24           | 2            | 2            | 1            | 8            | 505          | 1.º          |
| 2020      | Campeonato de Fórmula 3 de la FIA           | Carlin Buzz Racing        | 18           | 0            | 0            | 2            | 2            | 45           | 12.º         |
| 2021      | Campeonato de Fórmula 3 de la FIA           | Trident                   | 20           | 0            | 0            | 2            | 4            | 147          | 3.º          |
| 2021      | Campeonato de Fórmula 2 de la FIA           | MP Motorsport             | 6            | 0            | 0            | 0            | 0            | 0            | 28.º         |
| 2022      | Campeonato de Fórmula 2 de la FIA           | MP Motorsport             | 28           | 0            | 0            | 1            | 1            | 40           | 14.º         |
| 2023      | Campeonato de Fórmula 2 de la FIA           | Trident                   | 24           | 1            | 0            | 2            | 1            | 28           | 17.º         |
| 2024      | European Le Mans Series - LMP2              | Inter Europol Competition | 6            | 0            | 0            | 0            | 1            | 47           | 7.º          |
| 2024      | 24 Horas de Le Mans - LMP2                  | Inter Europol Competition |              |              |              |              |              |              | 2.º          |
| 2025      | European Le Mans Series - LMP2 Pro-Am       | TDS Racing                | Disputándose | Disputándose | Disputándose | Disputándose | Disputándose | Disputándose | Disputándose |
| Fuente:   |                                             |                           |              |              |              |              |              |              |              |

- † Novalak fue piloto invitado, por lo tanto no fue apto para sumar puntos.

## Resultados

### Campeonato de Fórmula 3 de la FIA
(Clave) (negrita indica pole position) (cursiva indica vuelta rápida puntuable)

| Año  | Escudería          | 1    | 1    | 2    | 2    | 3   | 3   | 4    | 4    | 5    | 5    | 6   | 6   | 7   | 7   | 8   | 8   | 9   | 9   | Pos. | Puntos | Ref.   |
| ---- | ------------------ | ---- | ---- | ---- | ---- | --- | --- | ---- | ---- | ---- | ---- | --- | --- | --- | --- | --- | --- | --- | --- | ---- | ------ | ------ |
| 2020 | Carlin Buzz Racing | SPI1 | SPI1 | SPI2 | SPI2 | BUD | BUD | SIL1 | SIL1 | SIL2 | SIL2 | BAR | BAR | SPA | SPA | MNZ | MNZ | MUG | MUG | 12.º | 45     | [ 10 ] |
| 2020 | Carlin Buzz Racing | 10   | 3    | 29   | 25   | 9   | 12  | 8    | 2    | 12   | 9    | 4   | 11  | NC  | 15  | 13  | Ret | 24  | 14  | 12.º | 45     | [ 10 ] |

| Año  | Escudería | 1   | 1   | 1   | 2   | 2   | 2   | 3   | 3   | 3   | 4   | 4   | 4   | 5   | 5   | 5   | 6   | 6   | 6   | 7   | 7   | 7   | Pos. | Puntos | Ref.  |
| ---- | --------- | --- | --- | --- | --- | --- | --- | --- | --- | --- | --- | --- | --- | --- | --- | --- | --- | --- | --- | --- | --- | --- | ---- | ------ | ----- |
| 2021 | Trident   | BAR | BAR | BAR | LEC | LEC | LEC | SPI | SPI | SPI | BUD | BUD | BUD | SPA | SPA | SPA | ZAN | ZAN | ZAN | SOC | SOC | SOC | 3.º  | 147    | [ 8 ] |
| 2021 | Trident   | 2   | 4   | 6   | 5   | 6   | 5   | Ret | 13  | Ret | 4   | 8   | 5   | 7   | 5   | 5   | 11  | 2   | 2   | 4   | C   | 3   | 3.º  | 147    | [ 8 ] |

### Campeonato de Fórmula 2 de la FIA
(Clave) (negrita indica pole position) (cursiva indica vuelta rápida puntuable)

| Año  | Escudería     | 1   | 1   | 1   | 2   | 2   | 2   | 3   | 3   | 3   | 4   | 4   | 4   | 5   | 5   | 5   | 6   | 6   | 6   | 7   | 7   | 7   | 8   | 8   | 8   | Pos. | Puntos | Ref.   |
| ---- | ------------- | --- | --- | --- | --- | --- | --- | --- | --- | --- | --- | --- | --- | --- | --- | --- | --- | --- | --- | --- | --- | --- | --- | --- | --- | ---- | ------ | ------ |
| 2021 | MP Motorsport | SAK | SAK | SAK | MON | MON | MON | BAK | BAK | BAK | SIL | SIL | SIL | MNZ | MNZ | MNZ | SOC | SOC | SOC | YED | YED | YED | YMC | YMC | YMC | 28.º | 0      | [ 11 ] |
| 2021 | MP Motorsport |     |     |     |     |     |     |     |     |     |     |     |     |     |     |     |     |     |     | 14  | Ret | 19  | 17  | 14  | 14  | 28.º | 0      | [ 11 ] |

| Año  | Escudería     | 1   | 1   | 2   | 2   | 3   | 3   | 4   | 4   | 5   | 5   | 6   | 6   | 7   | 7   | 8   | 8   | 9   | 9   | 10  | 10  | 11  | 11  | 12  | 12  | 13  | 13  | 14  | 14  | Pos. | Puntos | Ref.   |
| ---- | ------------- | --- | --- | --- | --- | --- | --- | --- | --- | --- | --- | --- | --- | --- | --- | --- | --- | --- | --- | --- | --- | --- | --- | --- | --- | --- | --- | --- | --- | ---- | ------ | ------ |
| 2022 | MP Motorsport | SAK | SAK | YED | YED | IMO | IMO | BAR | BAR | MON | MON | BAK | BAK | SIL | SIL | SPI | SPI | LEC | LEC | BUD | BUD | SPA | SPA | ZAN | ZAN | MNZ | MNZ | YMC | YMC | 14.º | 40     | [ 12 ] |
| 2022 | MP Motorsport | 18  | Ret | 11  | 14  | 19  | 4   | 14  | 5   | Ret | Ret | 14  | Ret | 13  | 13  | 15  | 17  | 17  | 8   | 20  | 12  | 17  | 9   | 2   | Ret | Ret | 8   | 14  | 12  | 14.º | 40     | [ 12 ] |
| 2023 | Trident       | SAK | SAK | YED | YED | MEL | MEL | BAK | BAK | MON | MON | BAR | BAR | SPI | SPI | SIL | SIL | BUD | BUD | SPA | SPA | ZAN | ZAN | MNZ | MNZ | YMC | YMC |     |     | 17.º | 28     | [ 13 ] |
| 2023 | Trident       | 16  | 13  | 15  | 16  | 11  | 11  | 7   | 16  | 17  | 17  | 11  | 21  | DSQ | 13  | 17  | 12  | Ret | Ret | 17  | 13  | 8   | 1   | 10  | Ret |     |     |     |     | 17.º | 28     | [ 13 ] |